# Operación Tabarín

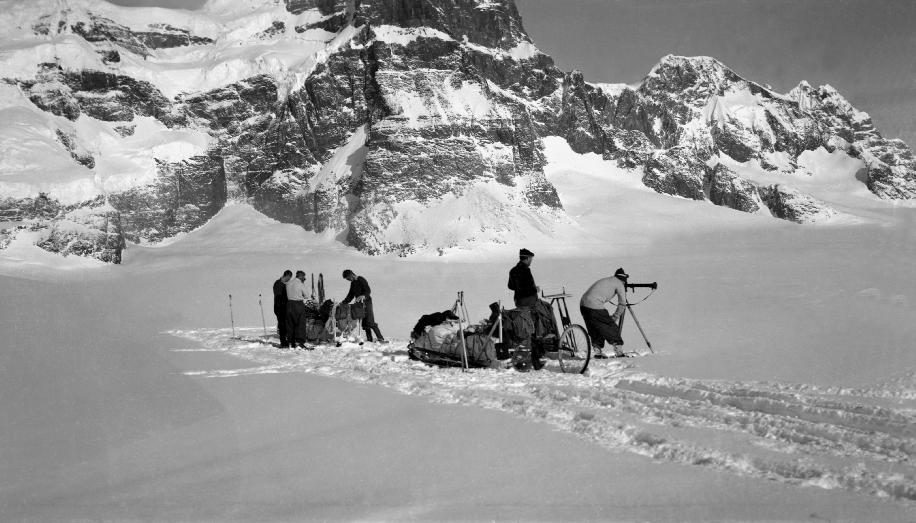
Miembros de la expedición de la Operación Tabarín inspeccionando en la isla de Wiencke

Durante la Segunda Guerra Mundial la Operación Tabarín (en inglés: Operation Tabarin) fue una expedición británica lanzada desde el Reino Unido en 1943 a la Antártida para establecer bases permanentemente ocupadas.

## Motivos de la expedición
Hubo varios motivos para la Operación Tabarín. Antes del inicio de la guerra, un avión alemán dejó caer marcadores con esvásticas a través de la Tierra de la Reina Maud en un paso previo para crear una futura reclamación territorial (vid. Nueva Suabia). En 1943, personal británico del HMS Carnarvon Castle retiró banderas argentinas de la isla Decepción. Había también preocupación en el Foreign Office sobre la dirección de la actividad posguerra de Estados Unidos en la región. Así, una razón era establecer sólidas reclamaciones británicas sobre varias islas deshabitadas y partes de la Antártida, reforzada por la simpatía de Argentina hacia Alemania.
Punto dos: había necesidad de denegar oportunidades al enemigo. Alemania era conocida por utilizar islas remotas como puntos de encuentro y como refugios para cruceros auxiliares, submarinos y barcos de abastecimiento. Además, en 1941, existía el temor de que Japón pudiera intentar apoderarse de las islas Malvinas, ya sea como una base o para cederlas a Argentina, o ganando ventaja política para el Eje y denegando su uso para los británicos. La isla Decepción, en las islas Shetland del Sur, reclamadas por el Reino Unido (como también por Chile y Argentina), poseía un abrigado puerto con una vieja estación ballenera noruega. En 1941, el barco británico Queen of Bermuda tomó la precaución de destruir depósitos de carbón y tanques de petróleo, para prevenir su posible uso por alemanes.
También se ha sugerido que la operación pudo haber sido parcialmente un ejercicio de desinformación, nominalmente para detectar sospechada actividad naval alemana de reaprovisionamiento - información que fue, de hecho, obtenida del desciframiento de la Máquina Enigma. Sea o no el caso, esto podría ser revelado cuando los archivos restantes del gobierno sean puestos bajo dominio público.

## La expedición
Liderada por el teniente James Marr, el fuerte equipo deja las islas Malvinas en dos barcos, HMS William Scoresby (un pesquero arrastrero habilitado como dragaminas) y Fitzroy, el sábado 29 de enero de 1944. Marr había acompañado al explorador británico Ernest Shackleton en sus expediciones antárticas de principios de la década de 1920. 
Se instalaron varias bases durante febrero. Cerca de la abandonada estación ballenera noruega en isla Decepción (3 de febrero), donde la bandera británica fue izada en reemplazo de las banderas argentinas, y en Port Lockroy (11 de febrero) en la costa occidental de la península Antártica. Otra base fue instalada en Bahía Esperanza (Hope Bay) el 13 de febrero de 1945, después de un fallido intento de descargar provisiones el 7 de febrero de 1944. 
Las reclamaciones territoriales británicas fueron aún más reforzadas por la emisión de sellos postales.

## Reacción
La decisión de lanzar la Operación Tabarín no fue, aparentemente, una decisión política. Winston Churchill estaba fuera del país, y un memorándum enviado por él, siguiendo las noticias sobre las bases en la prensa, también indica que él no estaba aparentemente al tanto de la Operación. En él, expresa preocupación de que el movimiento perjudique las relaciones con los Estados Unidos durante los preparativos para la Operación Overlord (la invasión de Normandía). Una réplica del Foreign Office indica que la operación fue lanzada no a causa de que Estados Unidos no hubiera reconocido las reclamaciones británicas en el territorio, sino para alentar las reclamaciones territoriales británicas contra las incursiones de Argentina y Chile.

## Desarrollo en la posguerra
Siguiendo al final de la guerra, en 1945 las bases de la Operación Tabarín fueron pasadas a los civiles de la Falkland Islands Dependencies Survey (FIDS), subsecuentemente renombradas como British Antarctic Survey (BAS).
Con el tratado antártico la posesión de las Islas Shetland del Sur ya ha sido decidida. Las reclamaciones británicas, las argentinas y las chilenas sobre las islas, sin ser abandonadas, habían sido dejadas de lado para permitir la continuación de las investigaciones científicas. Estados Unidos y Rusia habían reservado sus derechos de efectuar reclamos territoriales.
Cuatro bases británicas desocupadas han sido declaradas sitios y monumentos históricos bajo el sistema del Tratado Antártico. Estas son:
- Base A - Puerto Lockroy 64°49′S 63°31′O / -64.817, -63.517. Isla Goudier, cerca de isla Wiencke, península Antártica. Importancia histórica como base de la Operación Tabarín e investigación científica en 1943.
- Base F - Islas Argentina 65°15′S 64°16′O / -65.250, -64.267. Islas Winter, suroeste de las islas Argentina. Interés histórico, una de las primeras bases británicas.
- Base Y - Isla Herradura 67°49′S 67°18′O / -67.817, -67.300. Bahía Margarita. Oeste de la península Antártica
- Base E - Isla Stonington 68°11′S 67°00′O / -68.183, -67.000. Norte de isla Stonington, bahía Margarita, oeste de la península Antártica. Importancia de primeros períodos de exploración y del servicio de planimetría en los 1960s y 1970s.